# Lincoln Park (Georgia)
Lincoln Park è un census-designated place (CDP) degli Stati Uniti d'America, situato nello stato della Georgia, nella contea di Upson.